# Desmodium fernaldii
Desmodium fernaldii är en ärtväxtart som beskrevs av Bernice Giduz Schubert. Desmodium fernaldii ingår i släktet Desmodium och familjen ärtväxter. Inga underarter finns listade i Catalogue of Life.